# バッキー事件
バッキー事件（バッキーじけん）とは、ビデオ制作会社「バッキービジュアルプランニング」によるAV女優や素人モデルに対する強姦致傷事件。

## 経過
2004年6月下旬、バッキービジュアルプランニング（以下バッキー）は東京都豊島区の居酒屋で20代のAV女優に酒や薬物（脱法ドラッグ）を飲ませ同区西池袋のマンションに連れ込み、猥褻行為を撮影しながら肛門に浣腸器具を挿入して器具を破裂させ、直腸穿孔や肛門裂傷による全治4か月の重傷を負わせた。処置が遅ければ死亡していた可能性もある悪質な犯行であり、警察が動くこととなった。被害者は人工肛門を付けざるを得ないほどの後遺症だったという（直腸穿孔は術後の死亡率が40%と言われている）。
被害者は4ヶ月の入院後、11月5日に被害届を池袋署に提出。12月16日、上記の疑いで、栗山龍（本名・栗山竜）代表、H責任者ら男女8名が強制わいせつ致傷の疑いで逮捕された。男優1人は容疑を認めたが、その他は否認した。
バッキーは以前から監禁、陰毛焼き、水責め、強制飲酒を含む暴行系ビデオを大量に製作し、さらに「監禁友の会」を発足してDVD購入者を対象とした撮影参加エキストラの公募を行っていた。いずれも撮影の詳細について女優にはほとんど知らされず、こうした暴行ビデオの撮影が強行されていた。
逮捕された関係者は証拠不十分で処分保留のまま釈放されたが、この事件以降は池袋警察署が本腰を入れてバッキー壊滅に向けて動き出すことになった。バッキーに出演した女優が次々と警察の説得で被害届を提出し、2005年3月には関係者ら6人が再び逮捕される。同年7月には逃亡した監督の男性が逮捕された。 撮影スタッフに罪をなすりつけていたとされる栗山も、2006年2月に強姦致傷容疑で逮捕・起訴された。
主犯とされる栗山と監督の男性は東京地方裁判所に起訴され、2007年10月5日には栗山の論告求刑公判が開かれた。論告では、軽いレイプものの撮影であると偽って違法薬物や睡眠薬を飲ませた女性1人に20 - 30人で暴行を加えたり、手足を縛って顔を水中に沈めたりするなどの暴行を10時間以上に渡って繰り返し、演出の度を越えた暴力の実態が明らかになった。反省の色もみられず情状酌量の余地はないとして検察は懲役20年を求刑したが、その際も被告人はうすら笑いを浮かべていたという。
2007年12月19日、東京地裁は栗山に懲役18年の判決を言い渡した、2008年7月10日、二審の東京高等裁判所も懲役18年の判決が確定した。2023年現在、栗山は長野刑務所に服役中。栗山以外のメンバーはいずれも出所している。